# Shadowchaser 3
Shadowchaser 3 (Originaltitel: Project Shadowchaser III) ist ein US-amerikanischer Action- und Science-Fiction-Film, der 1995 erschien. Wie schon bei den beiden Vorgängern führte John Eyres Regie. Entgegen dem Titel ist die Inszenierung keine direkte Fortsetzung von Shadowchaser bzw. Shadowchaser 2, sondern erzählt eine eigene Geschichte.

## Handlung
Das russische Raumschiff Siberia verschwand vor 25 Jahren bei einer Mission, bei der es, so die Legende, ein bisher unbekanntes Metall entdeckte, das dazu geeignet wäre, alle Energieprobleme der Menschheit zu lösen. Die Crew der US-amerikanischen Raumstation Comstat 5 ist zwei Tage vor der Ablösung völlig überrascht, als die Siberia plötzlich wieder auftaucht und auf Kollisionskurs ist. In letzter Sekunde können sie ausweichen, doch die Siberia dreht und kracht in die Raumstation. Zwei der Mitglieder sterben.
Das Raumschiff drückt die Raumstation in die Atmosphäre des Mars. Der Crew bleibt nicht viel Zeit, um das Eindringen zu verhindern. Die Crew betritt das fremde Raumschiff und findet Leichen vor. Bei der Rettungsaktion stirbt ein weiteres Mitglied der Crew. Dennoch können sie die Siberia auf einen anderen Kurs setzen. Die schwer beschädigte Comstat 5 hat jedoch nur noch ein paar Stunden Sauerstoff. Von den Rettungskapseln sind nur noch drei übrig. In der Zwischenzeit begeben sich der Professor, Renko und Snake auf das Raumschiff. Sie sind hinter dem Metall her. Der Professor, der wissenschaftliche Zwecke verfolgt, wird als erster getötet. In der Zwischenzeit findet Rea heraus, dass ihr Vater die Crew der Siberia anführte. Ein Android wurde mit einem Virus infiziert, der den eigentlich zum Schutz der Mannschaft gedachten Androiden durchdrehen lässt. Der Android hat die Möglichkeit, sich in alle toten Mitglieder der Crew zu verwandeln.
Der Android tötet alle Mitglieder der Crew, bis nur noch der kriminelle Renko, sein Partner und Hundenarr Snake, Rea und Kody übrig sind. Ihnen kommt die rettende Idee: die Notbeleuchtung irritiert den Cyborg. Renko gibt vor, sich um das Problem zu kümmern, will jedoch nur die Rettungskapseln wieder fit machen. Snake, Rea und Kody müssen sich nun dem Androiden stellen. Snake opfert sich für seine Freunde und verpasst dem Androiden einen starken Stromstoß, der ihn scheinbar vernichtet. Renko bedroht die beiden verbliebenen Crew-Mitglieder bis ihn schließlich der Torso des völlig zerstörten Androiden tötet. Rea und Kody können mit Hund Max in die Rettungskapseln flüchten und schweben durchs All.

## Hintergrund
Trotz des Titels verbindet Shadowchaser 3 mit seinen Vorgängern nur der, hier namenlose, Androide, der von Frank Zagarino gespielt wird. Auch führte John Eyres wieder Regie. Mit Ricco Ross ist außerdem ein Schauspieler des ersten Teils, wieder in einer Nebenrolle, zu sehen. Verhalten und Eigenschaften des Androiden und das Weltraum-Setting sind jedoch anders als bei den Teilen zuvor.
Shadowchaser wurde im deutschsprachigen Raum auf DVD nur in einer Box, die alle drei Teile umfasst veröffentlicht. Es existiert außerdem eine geschnittene FSK-16 und eine ungekürzte FSK-18-Version von VPS auf VHS, sie erschien am 31. August 1995.

## Kritik
„Ein nach einschlägigen Vorbildern des Horror-Science-Fiction-Genres zusammengeflickter Schundfilm; brutal, aufgemotzt mit billigsten pyrotechnischen und dramaturgischen Tricks.“

„Der dritte Auftritt von Frank Zagarino als Killerandroid überrascht mit optisch beeindruckendem Set-Design, guten Special Effects und wenig bekannten, aber überzeugenden Darstellern, […].“